# Педернек
Педерне́к (фр. Pédernec, брет. Pederneg) — коммуна во Франции, находится в регионе Бретань. Департамент — Кот-д’Армор. Входит в состав кантона Бегар. Округ коммуны — Генган.
Код INSEE коммуны — 22164.

## География
Коммуна расположена приблизительно в 420 км к западу от Парижа, в 130 км северо-западнее Ренна, в 39 км к западу от Сен-Бриё.

## Население
Население коммуны на 2016 год составляло 1849 человек.
| 1962 | 1968 | 1975 | 1982 | 1990 | 1999 | 2008 | 2016 |
| ---- | ---- | ---- | ---- | ---- | ---- | ---- | ---- |
| 1712 | 1629 | 1527 | 1664 | 1633 | 1654 | 1870 | 1849 |

## Экономика
В 2007 году среди 1165 человек в трудоспособном возрасте (15—64 лет) 872 были экономически активными, 293 — неактивными (показатель активности — 74,8 %, в 1999 году было 67,5 %). Из 872 активных работали 799 человек (430 мужчин и 369 женщин), безработных было 73 (28 мужчин и 45 женщин). Среди 293 неактивных 83 человека были учениками или студентами, 114 — пенсионерами, 96 были неактивными по другим причинам.

## Достопримечательности
- Церковь Сен-Пьер (XVI век). Исторический памятник с 1970 года[3]
- Часовня Нотр-Дам-де-Лорет (XVII век). Исторический памятник с 1928 года[4]
- Часовня Сент-Эрве-дю-Мене-Бре (XVII век). Исторический памятник с 1962 года[5]
- Менгир (эпоха неолита). Исторический памятник с 1889 года[6]
- Старая усадьба Керматеман-Бра (XVI век). Исторический памятник с 2005 года[7]
- Галльские подземелья Трезеан. Исторический памятник с 1958 года[8]

## Фотогалерея

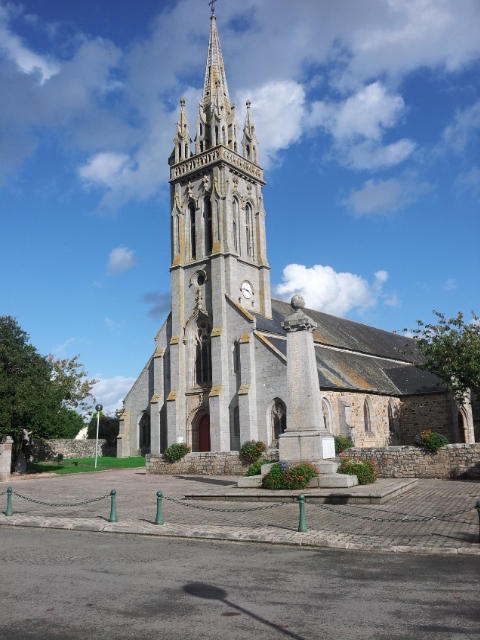
Церковь Сен-Пьер
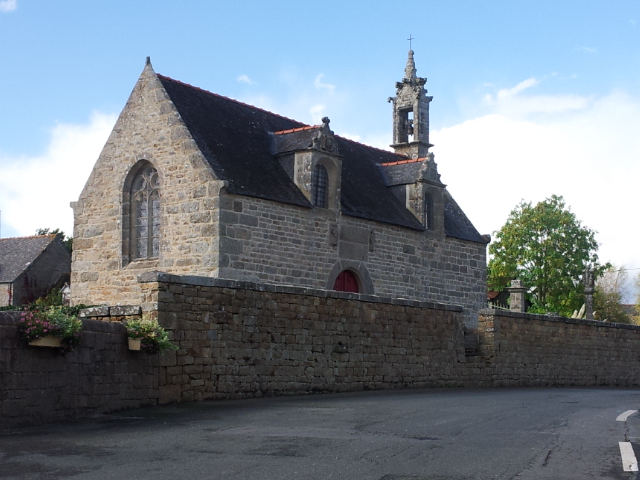
Часовня Нотр-Дам-де-Лорет
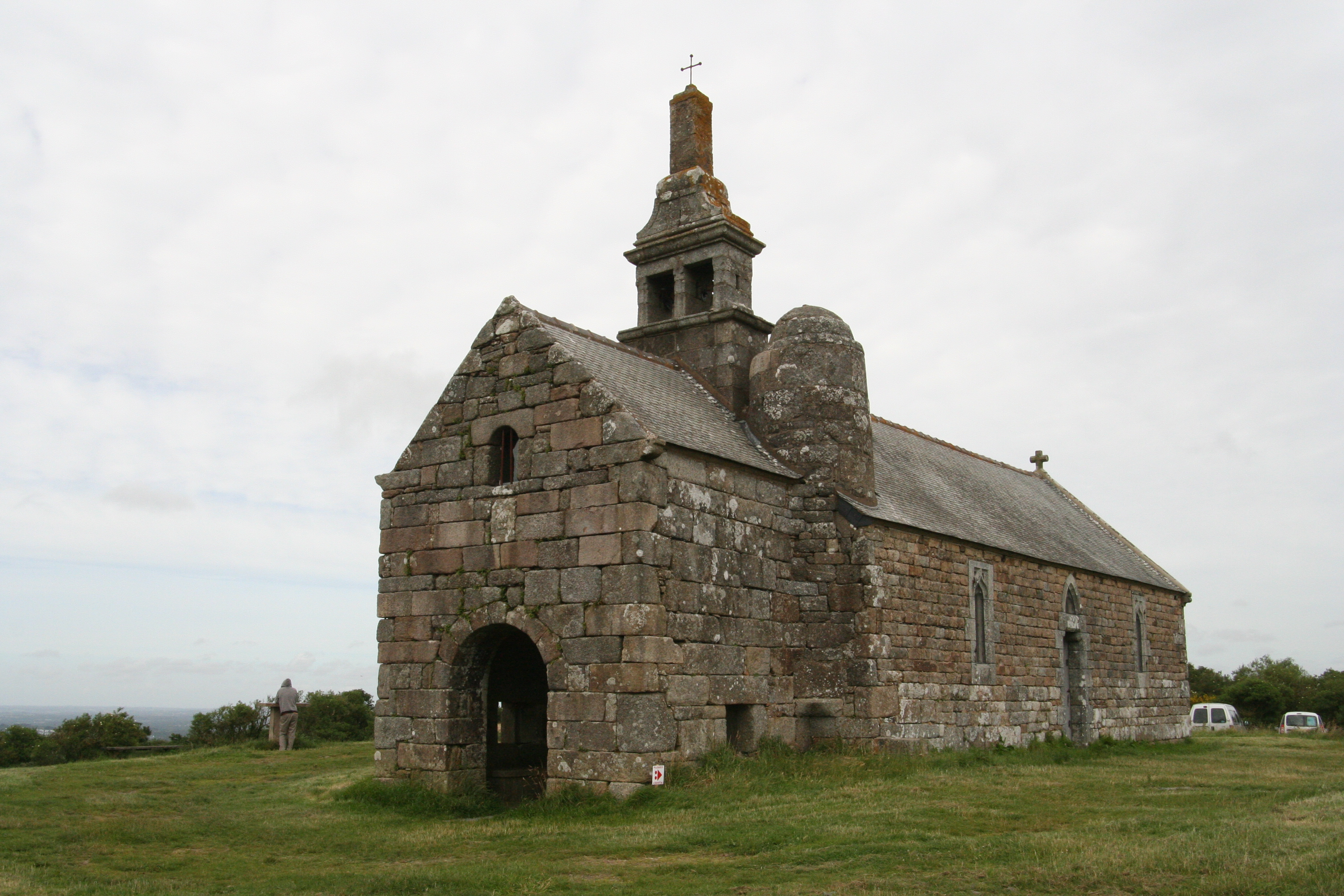
Часовня Сент-Эрве-дю-Мене-Бре
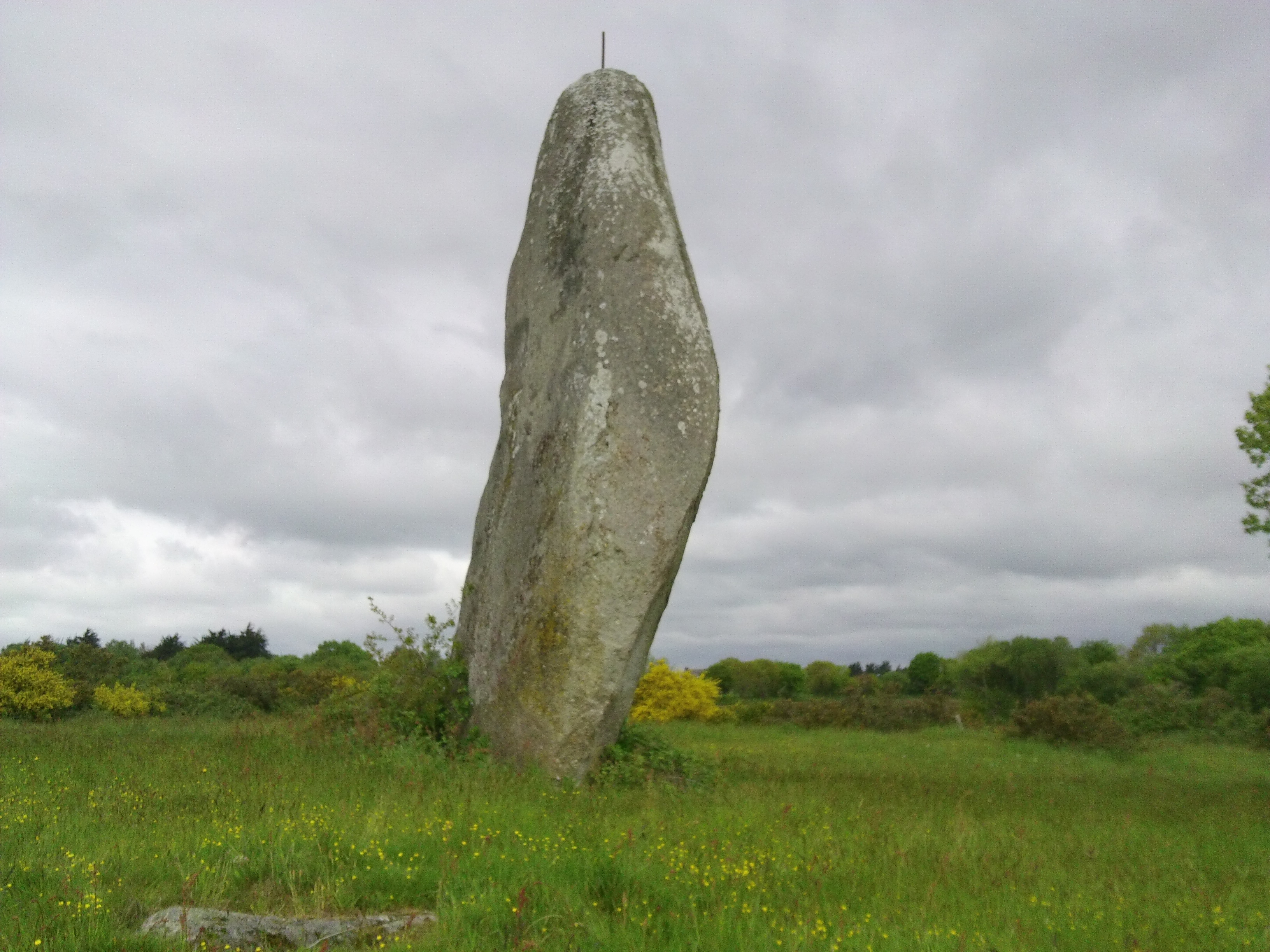
Менгир